# Nădlac
Nădlac (węg. Nagylak, słow. Nadlak) – miasto w okręgu Arad w Rumunii. Liczy 8422 mieszkańców na powierzchni 133 km².
Znajduje się tu przejście graniczne z Węgrami, obok Borșu największe na rumuńsko-węgierskiej granicy.
Słowacy stanowią 48% mieszkańców miasta (2002), będącego ośrodkiem słowackiego kościoła luterańskiego w Rumunii.